# São Paulo Sociedade Anônima

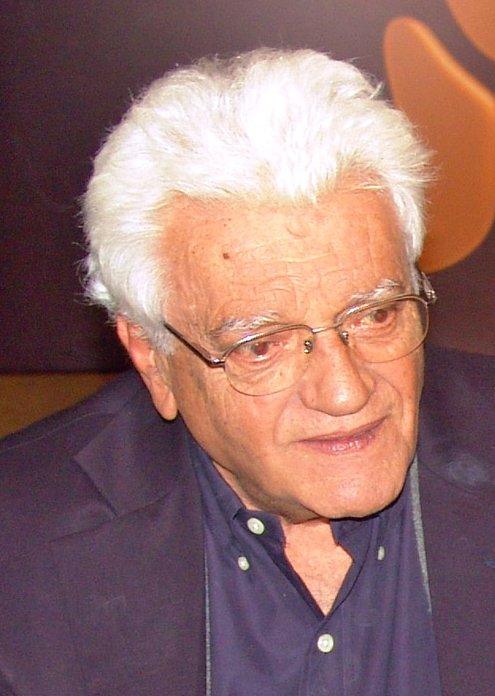
Walmor Chagas (2006), o protagonista de São Paulo, Sociedade Anônima

São Paulo Sociedade Anônima é um filme brasileiro de 1965, um drama dirigido por Luiz Sergio Person. Em novembro de 2015 o filme entrou na lista feita pela Associação Brasileira de Críticos de Cinema (Abraccine) dos 100 melhores filmes brasileiros de todos os tempos.

## Sinopse
A história acontece no momento da euforia desenvolvimentista provocada pela instalação de indústrias automobilísticas estrangeiras no Brasil, no final dos anos 50. Conta a história de Carlos, um jovem da classe média paulistana, que ingressa numa grande empresa. Logo depois, ele aceita um cargo numa fábrica de auto-peças, da qual torna-se gerente, e cujo patrão é sonegador de impostos e tem várias amantes. A certa altura, ele é um chefe de família que trabalha muito, ganha bem, mas vive insatisfeito. Sem um projeto de vida ou perspectivas para mudar a condição que rejeita, só lhe resta fugir.

## Elenco principal
| Ator           | Papel            |
| -------------- | ---------------- |
| Walmor Chagas  | Carlos           |
| Eva Wilma      | Luciana          |
| Darlene Glória | Ana              |
| Ana Esmeralda  | Hilda            |
| Otello Zeloni  | Arturo           |
| Etty Fraser    | vizinha de Hilda |
| Kléber Macedo  | vizinha de Hilda |
| Osmano Cardoso | pai de Luciana   |
| Sérgio Hingst  |                  |

## Principais prêmios
1965 - I Mostra internazionale del Nuovo Cinema di Pesaro (Pesaro, Itália)
Prêmio de Público
VIII Festival Internacional de Cine de Acapulco (Acapulco, México)
Prêmio Cabeza de Palenque
1965 - Prêmio Governador do Estado (São Paulo)
Melhor argumento para Luiz Sergio Person
Melhor edição para Glauko Mirko Laurelli
1965 - Prêmio Cidade de São Paulo, Júri Municipal de Cinema (São Paulo)
Melhor direção para Luiz Sergio Person
Melhor edição para Luiz Sergio Person
Melhor atriz para Eva Wilma
Melhor ator secundário para Otello Zelloni
Melhor fotografia para Ricardo Aronovich
1965 - I Semana do Cinema Brasileiro (Brasília, DF)
Menção Honrosa para Luiz Sergio Person
1966 - Prêmio Saci de Cinema e Teatro do jornal O Estado de S.Paulo
Melhor direção para Luiz Sergio Person
Melhor fotografia para Ricardo Aronovich (por Os Fuziz, São Paulo, Sociedade Anônima e Vereda da Salvação)
Melhor montagem para Glauco Mirko Laurelli
Melhor filme
1966 - Festival de Santa Rita do Passa Quatro (Santa Rita do Passa Quatro, SP)
Melhor direção para Luiz Sergio Person
1968 - II Festival de Cinema de Marília (Marília, SP)
Melhor filme
Melhor direção paraLuiz Sergio Person
Melhor ator para Otelo Zelloni
Melhor atriz para Eva Wilma
1968 - Clube de Cinema de Marília (Marília, SP)
Prêmio Curumim